# Уильямс, Чак (баскетболист)
Эдвард «Чак» Уильямс (англ. Edward "Chuck" Williams; род. 6 июня 1946 года в Боулдере, штат Колорадо, США) — американский профессиональный баскетболист, играл в Американской баскетбольной ассоциации, отыграв шесть из девяти сезонов её существования, а также ещё два сезона в Национальной баскетбольной ассоциации.

## Ранние годы
Чак Уильямс родился 6 июня 1946 года в городе Боулдер (штат Колорадо), затем переехал в соседний Денвер, где он учился в Восточной средней школе, в которой играл за местную баскетбольную команду.

## Статистика

### Статистика в НБА
| Сезон                                                                                    | Команда | Регулярный сезон | Регулярный сезон | Регулярный сезон | Регулярный сезон | Регулярный сезон | Регулярный сезон | Регулярный сезон | Регулярный сезон | Регулярный сезон | Регулярный сезон | Регулярный сезон | Серия плей-офф | Серия плей-офф | Серия плей-офф | Серия плей-офф | Серия плей-офф | Серия плей-офф | Серия плей-офф | Серия плей-офф | Серия плей-офф | Серия плей-офф | Серия плей-офф |
| Сезон                                                                                    | Команда | GP               | GS               | MPG              | FG%              | 3P%              | FT%              | RPG              | APG              | SPG              | BPG              | PPG              | GP             | GS             | MPG            | FG%            | 3P%            | FT%            | RPG            | APG            | SPG            | BPG            | PPG            |
| ---------------------------------------------------------------------------------------- | ------- | ---------------- | ---------------- | ---------------- | ---------------- | ---------------- | ---------------- | ---------------- | ---------------- | ---------------- | ---------------- | ---------------- | -------------- | -------------- | -------------- | -------------- | -------------- | -------------- | -------------- | -------------- | -------------- | -------------- | -------------- |
| 1976/77                                                                                  | Денвер  | 21               |                  | 14,8             | 37,6             |                  | 76,9             | 1,6              | 2,1              | 0,4              | 0,0              | 4,8              | Не участвовал  | Не участвовал  | Не участвовал  | Не участвовал  | Не участвовал  | Не участвовал  | Не участвовал  | Не участвовал  | Не участвовал  | Не участвовал  | Не участвовал  |
| 1976/77                                                                                  | Баффало | 44               |                  | 12,6             | 36,8             |                  | 79,2             | 1,5              | 2,0              | 0,5              | 0,1              | 2,8              | Не участвовал  | Не участвовал  | Не участвовал  | Не участвовал  | Не участвовал  | Не участвовал  | Не участвовал  | Не участвовал  | Не участвовал  | Не участвовал  | Не участвовал  |
| 1977/78                                                                                  | Баффало | 73               |                  | 27,4             | 47,7             |                  | 82,6             | 1,9              | 4,3              | 0,7              | 0,1              | 7,3              | Не участвовал  | Не участвовал  | Не участвовал  | Не участвовал  | Не участвовал  | Не участвовал  | Не участвовал  | Не участвовал  | Не участвовал  | Не участвовал  | Не участвовал  |
|                                                                                          | Всего   | 138              |                  | 20,8             | 44,3             |                  | 80,9             | 1,7              | 3,3              | 0,6              | 0,1              | 5,5              | Не участвовал  | Не участвовал  | Не участвовал  | Не участвовал  | Не участвовал  | Не участвовал  | Не участвовал  | Не участвовал  | Не участвовал  | Не участвовал  | Не участвовал  |
| Наведите курсор мыши на аббревиатуры в заголовке таблицы, чтобы прочесть их расшифровку. |         |                  |                  |                  |                  |                  |                  |                  |                  |                  |                  |                  |                |                |                |                |                |                |                |                |                |                |                |

### Статистика в NCAA
| Сезон | Команда  | Conf  | Class | GP | GS | MPG | FG%  | 3P% | FT%  | RPG | APG | SPG | BPG | PPG  |
| --- | -------- | ----- | ----- | -- | -- | --- | ---- | --- | ---- | --- | --- | --- | --- | ---- |
| 1965/66 | Колорадо | Big 8 | SO    | 25 |    |     | 47,7 |     | 61,9 | 4,2 |     |     |     | 10,0 |
| 1966/67 | Колорадо | Big 8 | JR    | 18 |    |     | 36,6 |     | 66,7 | 3,4 |     |     |     | 5,7  |
| 1967/68 | Колорадо | Big 8 | SR    | 25 |    |     | 43,9 |     | 74,8 | 5,1 |     |     |     | 18,0 |
| Всего | Всего    | Всего | Всего | 68 |    |     | 43,9 |     | 69,1 | 4,3 |     |     |     | 11,8 |
| Наведите курсор мыши на аббревиатуры в заголовке таблицы, чтобы прочесть их расшифровку Статистика приведена с сайта sports-reference.com |          |       |       |    |    |     |      |     |      |     |     |     |     |      |